# СУ-85
СУ-85 — средняя по массе советская САУ, относящаяся к классу истребителей танков. СУ-85 активно и успешно использовались с сентября 1943 года до окончания Великой Отечественной войны.

## История создания и производства
СУ-85 создана на базе среднего танка Т-34 и штурмового орудия СУ-122 и запущена в производство летом 1943 года. Согласно отчётам ГБТУ и УЗТМ было выпущено 2335 серийных машин.
Машины этой марки выпускались на Уральском заводе тяжёлого машиностроения (УЗТМ, известный, так же, как Уралмаш) в Свердловске с августа 1943 по октябрь 1944 года. Всего было построено три опытные установки в июле 1943 года (СУ-85-I, СУ-85-II и СУ-85-IV) и 2335 серийных самоходок. 85-мм пушка Д-5С позволяла СУ-85 эффективно бороться со средними танками противника на дистанциях более километра, а на меньших дистанциях и пробивать лобовую броню тяжёлых танков.
После разработки более мощной самоходки СУ-100 из-за задержки выпуска 100-мм бронебойных снарядов и прекращения выпуска бронекорпусов для СУ-85 с сентября 1944 года выпускался переходный вариант СУ-85М. Фактически он представлял собой СУ-100 с 85-мм пушкой Д-5С. От исходного варианта СУ-85 модернизированная СУ-85М отличалась более мощной лобовой бронёй, увеличенным боезапасом и наличием командирской башенки с пятью смотровыми щелями. До декабря 1944 года было построено 315 таких машин.
| Год   |        | 1     | 2     | 3     | 4     | 5     | 6     | 7     | 8     | 9     | 10    | 11    | 12    | Всего |
| ----- | ------ | ----- | ----- | ----- | ----- | ----- | ----- | ----- | ----- | ----- | ----- | ----- | ----- | ----- |
| 1943  | СУ-85  |       |       |       |       |       |       | 3*    | 100   | 152   | 162   | 166   | 176   | 756   |
| 1944  | СУ-85  | 176   | 176   | 112   | 25    |       |       |       |       |       |       |       |       | 489   |
| 1944  | СУ-85А |       |       | 79    | 175   | 205   | 210   | 210   | 210   |       | 1     |       |       | 1090  |
| 1944  | СУ-85М |       |       |       |       |       |       |       |       | 135   | 120   | 60    |       | 315   |
| Итого | Итого  | Итого | Итого | Итого | Итого | Итого | Итого | Итого | Итого | Итого | Итого | Итого | Итого | 2650  |

*опытные СУ-85-I, СУ-85-II и СУ-85-IV
Для их вооружения было изготовлено 2701 орудие Д-5С (1943 — 826, 1944 — 1875)

## Вооружение
Основным вооружением СУ-85 являлась нарезная 85-мм пушка Д-5С, выпускавшаяся в двух модификациях — Д-5С-85 и Д-5С-85А. Эти варианты различались методом изготовления ствола и конструкцией затвора — у второй модификации, запущенной в производство на заводе № 8 вскоре после возобновления его работы в 1944 году, они были унифицированы с 85-мм зенитной пушкой, выпускавшейся на нём в больших объёмах. Кроме того, у второго варианта орудия пришлось изменить и модифицированное ограждение для защиты экипажа от удара откатывающимися частями. Всё это привело к увеличению массы качающихся частей с 1230 кг для Д-5С-85 до 1370 кг для Д-5С-85А.
Самоходные установки с системами Д-5С85А получили название СУ-85А. В марте УЗТМ получил 102 Д-5С85 и 89 Д-5С85А.
Ситуацию с выпуском двух орудий с одинаковым назначением, но с разными и не подходящими друг другу для замены стволами, затворами и ограждениями, сложно назвать нормальной. Не удивительно, что было решено выпуск Д-5С85 на заводе № 9 прекратить. Этому поспособствовал и переход Т-34-85 с пушки Д-5Т на С-53 разработки Центрального артиллерийского конструкторского бюро (ЦАКБ).
Взаимозаменяемыми были только рама, тормоз отката, накатник, откидная часть ограждения, механизмы наводки и спуска. Орудие монтировалось в рамной установке, которая по своей сути являлась реализацией карданного подвешивания. Горизонтальными цапфами пушка соединялась с прямоугольной по форме рамой, которая, в свою очередь, могла поворачиваться вдоль вертикальной оси, проходящую сквозь верхнюю и нижнюю части неподвижной части броневого кожуха орудийной установки, крепившегося болтами к лобовой броневой плите САУ. Пушка Д-5С имела ствол длиной 48,8 калибра, дальность стрельбы прямой наводкой достигала 3,8 км, максимально возможная — 13,6 км. Диапазон углов возвышения составлял от −5° до +25°, сектор горизонтального обстрела был ограничен значениями ±10° от продольной оси машины. Поворотный механизм пушки винтового типа, а подъёмный — секторного, обслуживаются наводчиком. Спуск орудия механический ручной.
Боекомплект орудия составлял 48 выстрелов унитарного заряжания. Артиллерийские выстрелы укладывались в стеллажи вдоль левого борта и моторной перегородки, а также в надгусеничную нишу левого борта и ящик под орудием. Скорострельность орудия составляла 6—7 выстрелов в минуту. В состав боекомплекта могли входить практически все 85-мм снаряды от зенитной пушки обр. 1939 г., но на практике в подавляющем большинстве случаев использовались только осколочные и бронебойные.

### Боеприпасы

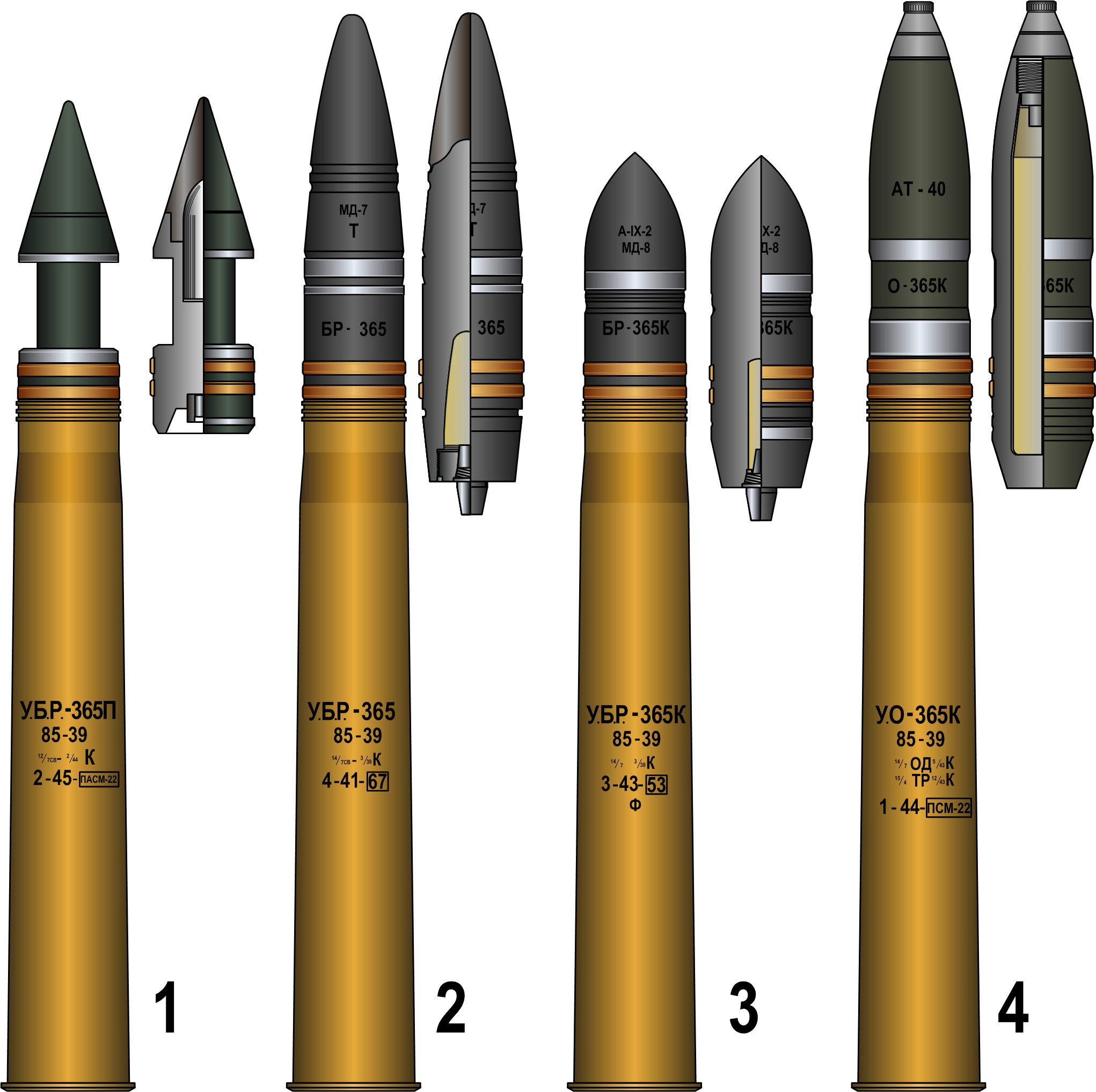
Выстрелы и снаряды к 85-мм танковой пушке Д-5С.
1. Выстрел УБР-365П со снарядом БР-365П (подкалиберный бронебойный снаряд трассирующий «катушечного» типа).
2. Выстрел УБР-365 со снарядом БР-365 (тупоголовый с баллистическим наконечником с локализаторами трассирующий).
3. Выстрел УБР-365К со снарядом БР-365К (остроголовый с локализаторами трассирующий).
4. Выстрел УО-365К со снарядом О-365К (стальная осколочная цельнокорпусная граната с взрывателем КТМ).

По сравнению с широким ассортиментом боеприпасов 85-мм зенитного орудия 52-К — родоначальника пушки Д-5, боекомплект СУ-85 был существенно менее разнообразен. В его состав входили:
- бронебойный унитарный выстрел массой 16 кг с тупоголовым бронебойно-трассирующим снарядом с баллистическим наконечником 53-БР-365 массой 9,2 кг (масса взрывчатого вещества — тротил — 164 г) и зарядом 54-Г-365 массой 2,48—2,6 кг; начальная скорость 792 м/с;
- бронебойный унитарный выстрел массой 16 кг с остроголовым бронебойно-трассирующим снарядом 53-БР-365К массой 9,2 кг (масса взрывчатого вещества — тротил или А-IX-2 — 48 г) и зарядом Г-365 массой 2,48—2,6 кг; начальная скорость 792 м/с;
- бронебойный унитарный выстрел массой 11,42 кг с подкалиберным снарядом катушечного типа 53-БР-365П массой 5,0 кг и сердечником 54-Г-365 массой 2,5—2,85 кг; начальная скорость 1050 м/с;
- осколочный унитарный выстрел массой 14,95 кг со снарядом 53-О-365 общей массой 9,54 кг (масса взрывчатого вещества — тротил или аммотол — 741 г) и зарядом 54-Г-365 массой 2,6 кг; начальная скорость 785 м/с.

Осколочные снаряды О-365 имели большое число вариантов и при оснащении некоторыми типами взрывателей могли с успехом использоваться в качестве фугасных.
По советским данным, бронебойный снаряд БР-365 по нормали пробивал на расстоянии 500 м бронеплиту толщиной 111 мм, на вдвое большей дистанции при тех же условиях — 102 мм. Подкалиберный снаряд БР-365П на расстоянии 500 м по нормали пробивал бронеплиту толщиной 140 мм. При угле встречи относительно нормали 30° при стрельбе в упор снаряд БР-365 пробивал 98 мм, а на 600—1000 м — 88—83 мм брони.

## Организационно-штатная структура
В РККА СУ-85 поступали на вооружение самоходно-артиллерийских полков. Полки являлись основной тактической единицей самоходной артиллерии. Самоходно-артиллерийские полки СУ-85 комплектовались по принятому в 1943 году штату № 010/453.
Его подробная структура выглядела следующим образом:
- Командир САП:
  - Батареи:
    - 1-я батарея (4 СУ-85);
    - 2-я батарея (4 СУ-85);
    - 3-я батарея (4 СУ-85);
    - 4-я батарея (4 СУ-85).

  - Штаб полка:
    - Взвод управления (1 Т-34 и 1 БА-64);

  - Службы тыла:
    - Полковой медпункт;
    - Хозяйственное отделение;
    - Взводы:
      - Транспортный взвод;
      - Ремонтный взвод;
      - Взвод боепитания.[5]

## Боевое применение
СУ-85 приняли боевое крещение осенью 1943 года в боях за Левобережную Украину и показали себя высокоэффективным противотанковым средством. В дальнейшем использовались до самого конца войны. После принятия на вооружение среднего танка Т-34-85, вооружённого той же пушкой, самоходки были сняты с производства и постепенно заменялись более мощными СУ-100.
Самым результативным танкистом-асом, воевавшем на СУ-85, стал гвардии лейтенант М. П. Кученков из 356-го гвардейского самоходного артиллерийского полка 10-й гвардейской танковой дивизии. За годы войны он подбил 32 бронемашины противника.
На 1 января 1944 года в РККА числилось 498 СУ-85, из них 366 на фронте.

## Где можно увидеть

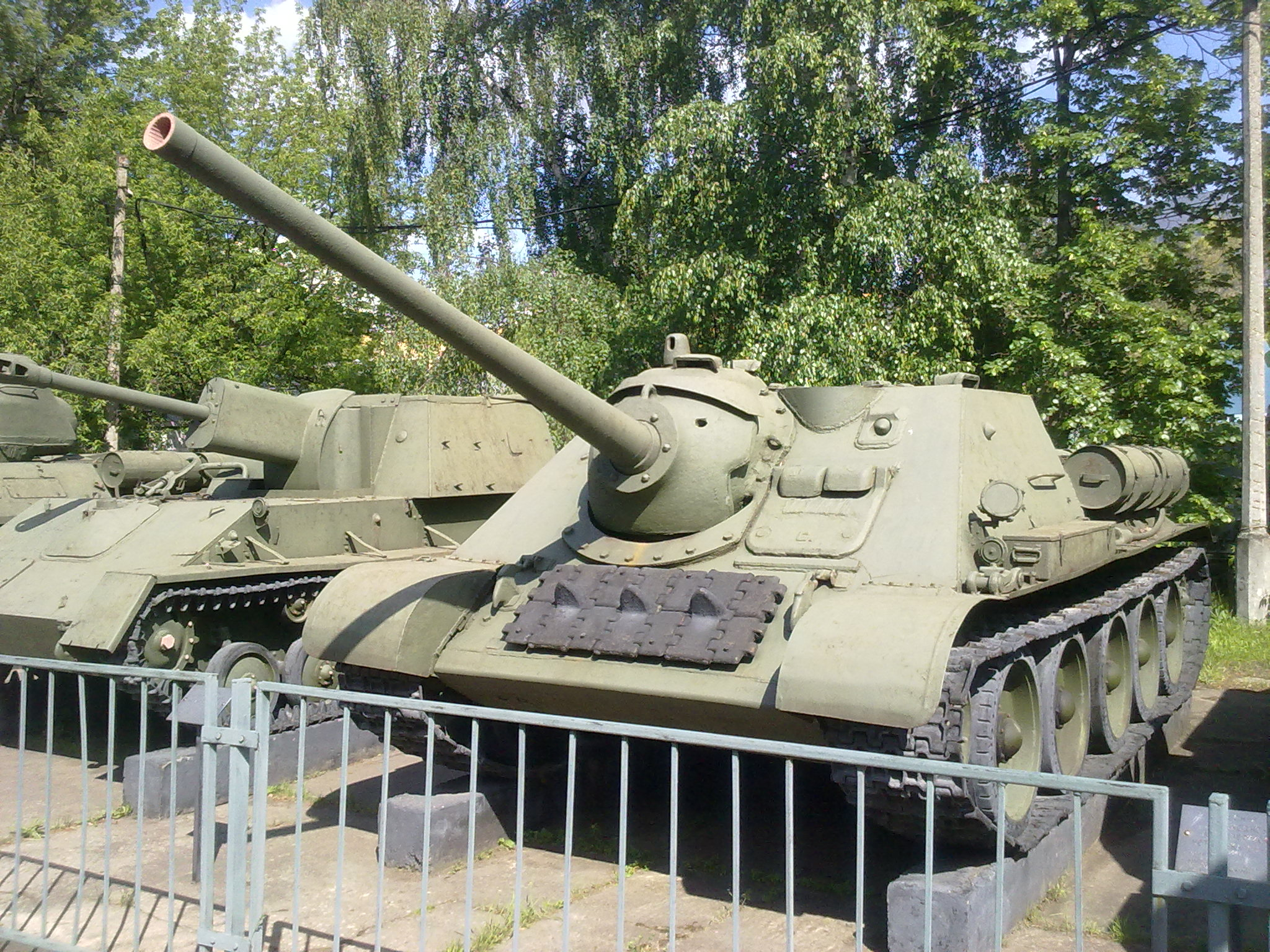
СУ-85 в Центральном музее вооружённых сил (г. Москва)

Отреставрированная самоходная артиллерийская установка СУ-85 представлена в Музее отечественной военной истории в Московской области (деревня Падиково). На сегодняшний день это единственная в мире ходовая СУ-85.

## В массовой культуре

### СУ-85 в искусстве
В повести В. А. Курочкина «На войне как на войне» главный герой младший лейтенант Советской Армии Малешкин является командиром СУ-85. В 1968 году по повести снят одноимённый фильм, однако вследствие того, что на тот момент почти все уцелевшие СУ-85 уже были порезаны на металл, в фильме использовалась модернизированная СУ-100 с дополнительными ящиками для снаряжения на бортах.

### СУ-85 в сувенирной и игровой индустрии
СУ-85 ограниченно представлен в стендовом моделизме. Сборная пластиковая модель-копия СУ-85 в масштабе 1:35 выпускается фирмой Tamiya (Япония), а СУ-85М фирмой Dragon (Китай). В журнале «Русские танки». Выпуск № 8. СУ-85. Новозеландская компания Battlefront Miniatures выпускает СУ-85 в масштабе 1:100 для своего варгейма «Flames Of War». В 2019 году фирмой «Звезда» (Россия) выпущена новая сборная пластиковая модель СУ-85 (арт. № 3690), прототипом которой является машина находящаяся в Центральном музее Вооружённых Сил.

### СУ-85 в компьютерных играх
СУ-85 можно увидеть в ряде компьютерных игр:
- в MMO игре «World of Tanks»(5 уровня)[8];
- в отечественной игре «Sudden Strike 3: Arms for Victory»;
- в танковом симуляторе «Т-34 против Тигра»;
- в танковом симуляторе «Panzer Front»;
- в военной стратегии «Order of War»[9];
- в игре Close Combat III: The Russian Front[англ.] и её ремейке Close Combat: Cross of Iron[англ.];
- в пошаговой стратегии «Combat Mission II: Barbarossa to Berlin»;
- в военной стратегии R.U.S.E.;
- в военной стратегии «В тылу врага 2»;
- в военной стратегии «Call to Arms — Gates of Hell: Ostfront»;
- в военной стратегии Company of Heroes 2;
- в военной стратегии в реальном времени «Hearts of Iron IV»;
- в ММО игре «Ground War: Tanks»;
- в онлайн игре Heroes & Generals;
- в ММО игре «War Thunder» и War Thunder Mobile
- в ММО игре «Wild Tanks online»;
- в MMO игре «Tank company».

Отражение тактико-технических характеристик бронетехники и особенностей её применения в бою во многих компьютерных играх часто далеко от реальности.